# 博氏沙百灵
博氏沙百灵（学名：Spizocorys fringillaris），是百灵科沙百灵属的一种，为南非的特有种。全球活动范围约为42,900平方千米。该物种的保护状况被评为濒危。
博氏沙百灵的平均体重约为19.2克。栖息地包括亚热带或热带的高海拔草原和牧草地。